# Slambrit
Slambrit is een bestuurslaag in het regentschap Pasuruan van de provincie Oost-Java, Indonesië. Slambrit telt 2101 inwoners (volkstelling 2010).